# كيريلوف
كيريلوف (بالروسية: Кириллов) هي إحدى مدن روسيا في الكيان الفدرالي الروسي فولوغدا أوبلاست.

## أعلام
- ديميتري غراف